# 妊神星的卫星

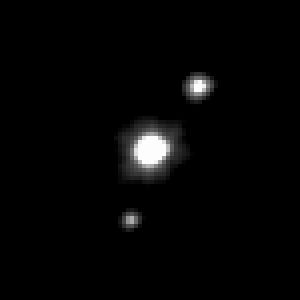
凱克天文台所拍攝的妊神星及其衛星。妊衛一位於妊神星（中）上，而妊衛二位於其下。

位於外太陽系的矮行星妊神星擁有兩颗已知自然衛星：妊衛一和妊衛二。這些小衛星在2005年利用位於夏威夷凱克天文台的大型望遠鏡觀察妊神星時被發現。
妊神星的衛星在多方面都有不尋常之處。它們屬於妊神星族，妊神星的碰撞家族，在數十億年前一次破壞了妊神星冰幔的巨大撞擊所產生的碎冰中形成。妊衛一是較大且較遠的衛星，表面存在大量的水冰，這在古柏帶天體中甚為罕有。妊衛二的質量大約為妊衛一的十分之一，軌道傾角異常地高，其軌道也時常受較大的衛星所影響。

## 發現及命名
2005年，一個來自加州理工学院的團隊使用凱克天文台觀察妊神星（當時仍稱為2003 EL61）時發現了兩顆小衛星。妊衛一於2005年1月26日發現，臨時編號為S/2005 (2003 EL61) 1。妊衛二則於2005年6月30日發現，臨時編號為S/2005 (2003 EL61) 。2006年9月7日，兩顆衛星都獲得了小行星編號，並分別錄入微型小行星目錄，编号為(136108) 2003 EL61 I和(136108) 2003 EL61 II。
2008年9月17日，國際天文聯會宣佈了2003 EL61及這兩顆衛星的永久命名：(136108) Haumea I Hiʻiaka及(136108) Haumea II Namaka。兩顆衛星均以主管生育和生殖的女神好婺妹阿（妊神星）的女兒命名。希亞卡（妊衛一）是舞蹈女神及夏威夷島的守護神，而夏威夷島是毛納基山天文台所在之地。娜瑪卡（妊衛二）則是海水之神，她曾將妹妹培嫘（火山之神）的岩漿通過海水冷卻下來，並形成新的土地。
在夏威夷神話中，好婺妹阿的眾多兒女來自她身體的各個部分。矮行星妊神星幾乎完全由岩石組成，只有表面一層冰。一次猛烈地撞擊不但把原來的冰幔幾乎全部撞走，而且使妊神星達到現在的高自轉速度。撞擊後的碎片形成了目前古柏帶中的妊神星族天體，因此有可能存在更遠的，比妊衛二更小的衛星，但至今仍未發現過。不過，哈勃太空望遠鏡的觀察肯定了在妊神星引力影響範圍（希爾球）的十分之一距離內（體積的0.1%）沒有亮度大於妊神星0.25%的額外衛星。因此存在更多衛星的可能性非常低。

## 表面屬性
妊衛一是較遠、較大及較亮的衛星，直徑大約為350公里。其紅外線光譜中在1.5、1.65和2微米波長有強烈的吸收線，符合幾乎完全由水冰晶體組成的衛星表面。這種奇特的光譜特性以及它和妊神星相似的吸收光譜，證明這個衛星系統並非是在古柏帶中捕獲而來的，而是來自妊神星本身的碎片。
這兩顆衛星大小的估算假設它們和妊神星有相同的紅外線反照率，因為根據光譜，它們的表面組成物質是相同的。妊神星的反照率是由史匹哲太空望遠鏡量度的，由於其衛星太小並太接近妊神星，因此地面望遠鏡未能獨立觀測。根據這個假設，妊衛二（質量大約為妊衛一的十分之一）的直徑約為170公里。
哈勃太空望遠鏡有足夠高的角分辨率，因此能分辨妊神星與其衛星的光線。哈勃上的近紅外線照相機和多目標分光儀對妊神星系統進行測光後，確認了位於1.6微米的光譜線證明衛星上水冰的量至少與妊神星的相似。
妊神星的兩顆衛星太昏暗，因此任何小於2米光圈的望遠鏡都無法觀測得到。妊神星本身的視星等卻有17.5，使它成為古柏帶中在冥王星和鳥神星之後的第三亮天體，只要使用大型業餘望遠鏡便能容易地觀測得到。

## 軌道特性

妊衛一（藍）和妊衛二（綠）的軌道

妊衛一沿著幾乎圓形的軌道每49天圍繞妊神星一圈。妊衛二則沿著高度橢圓的密切軌道運行，每18天繞妊神星一圈。直至2008年，它的軌道和妊衛一的軌道呈13°傾角，且其軌道受妊衛一的攝動。由於形成妊神星衛星的撞擊在太陽系歷史的早期發生，因此經過接著的數十億年內，其軌道應該已經通過潮汐阻尼成為較圓的軌道。目前的研究指出，妊衛二的軌道受到妊衛一軌道共振的影響，並多次進出這種共振關係。現在它們正處於或接近8:3軌道共振。這種關係使得妊衛二受到強大的攝動，也使其進動達到約20°。
目前，妊神星衛星系統的軌道平面與從地球的視線幾乎平行，妊衛二有規律地掩食妊神星。人們通過觀察這種掩食現象可以準確地量度出主星及其衛星的大小與形狀，例如在1980年代末所發生在冥王星和冥衛一之間的掩食。掩食期間細小的亮度變化需要用到中等光圈的專業望遠鏡才能探測得到。妊衛一上一次掩食妊神星是發生在1999年，幾年之後才被發現，而下一次掩食則要等到130年以後。
| 序号 | 名稱   | 名稱    | 平均直徑 （km） | 質量 （×1021 kg）                     | 半長軸（km） | 軌道週期 （天）  | 離心率          | 軌道傾斜度（°）                                 | 發現日期  |
| ---- | ------ | ------- | --------------- | ------------------------------------- | ------------ | ---------------- | --------------- | ----------------------------------------------- | --------- |
| 1    | 妊衛二 | Namaka  | ~170?           | 0.00179 ± 0.00148 （約妊神星的0.05%） | 25657 ± 91   | 18.2783 ± 0.0076 | 0.249 ± 0.015   | 113.013 ± 0.075 （相对于妊卫一为13.41 ± 0.08°） | 2005年6月 |
| 2    | 妊衛一 | Hiʻiaka | ~310            | 0.0179 ± 0.0011 （約妊神星的0.5%）    | 49880 ± 198  | 49.462 ± 0.083   | 0.0513 ± 0.0078 | 126.356 ± 0.064°                                | 2005年1月 |

## 外部連結
- Animation of the orbits of Haumea's moons
- 2009年国际天文年 podcast: Dwarf Planet Haumea (Darin Ragozzine)（页面存档备份，存于）

## 備註
1. ↑  根據與妊神星的平均距離排列。
2. 1 2  根據開普勒定律。
3. 1 2  直至2008年，妊衛二的離心率和軌道傾角由於古在機制的攝動是可變的。